# Rio Geamănu
O Rio Geamănu é um rio da Romênia, afluente do Tismana, localizado no distrito de Gorj.